# Saint-François-Longchamp
Saint-François-Longchamp is een plaats en voormalige gemeente in het Franse departement Savoie in de regio Auvergne-Rhône-Alpes en telt 194 inwoners (1999). De plaats maakt deel uit van het arrondissement Saint-Jean-de-Maurienne.

## Geografie
Saint-François-Longchamp maakte deel uit van het kanton La Chambre tot dit op 22 maart 2015 werd opgeheven en de gemeenten werden opgenomen in het kanton Saint-Jean-de-Maurienne. De gemeente fuseered op 1 januari 2017 met Montaimont et Montgellafrey tot de commune nouvelle Saint François Longchamp.
De oppervlakte van Saint-François-Longchamp bedraagt 13,1 km², de bevolkingsdichtheid is 14,8 inwoners per km².
De onderstaande kaart toont de ligging van Saint-François-Longchamp met de belangrijkste infrastructuur en aangrenzende gemeenten.

## Demografie
Onderstaande figuur toont het verloop van het inwonertal.